# Ola de calor en Argentina en 2013

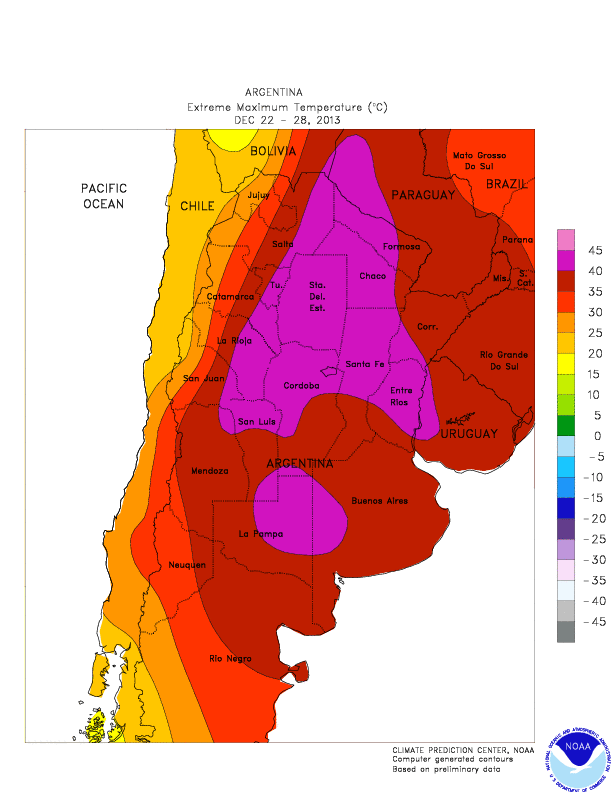
Registro de las temperaturas de la ola de calor del 22 al 28 de diciembre.

La ola de calor en Argentina de diciembre de 2013 fue un fenómeno que se produjo desde el 11 de diciembre de 2013 hasta el 2 de enero de 2014 en la zona norte y centro del país, así como también en el norte de la Patagonia. Fue la segunda ola de calor más prolongada vivida en Argentina desde que se iniciaron los registros en 1906, afectando como al menos 52 ciudades en todo el país. Por primera vez desde la creación del sistema de alarma por calor, rigió una alerta en nivel rojo por varios días consecutivos tanto para la ciudad de Buenos Aires como en la ciudad santafesina de Rosario.
La causante de esta ola fue la oscilación de Madden y Julian la cual hizo que el anticiclón del Atlántico Sur se haya instalado sobre el continente, provocando un bloqueo atmosférico que generó altas temperaturas y escasas precipitaciones en el centro y norte del país, a la vez que detuvo los sistemas frontales subpolares y subtropicales, dando origen respectivamente a inusitadas nevadas veraniegas en Tierra del Fuego, y lluvias torrenciales en Brasil.

## Meteorología
A partir del 11 de diciembre se comenzó a registrar un marcado aumento de las temperaturas, especialmente las máximas en una vasta zona de la región central y norte patagónico, afectando el sur de Córdoba, sur de Santa Fe, sur de Entre Ríos, gran parte de la provincia de Buenos Aires, La Pampa, este de Mendoza, este de Neuquén y Río Negro. A partir del día 19 esta situación anómala comenzó a expandirse hacia el norte de Argentina y volvió a intensificarse sobre la parte central, llegando a afectar a 18 provincias, cediendo la misma hacia el 30 de diciembre en la parte central y entre el 1 y 2 de enero en el extremo norte del país con el paso de un frente frío que produjo un cambio de masa de aire.
Como resultado la mayoría de las localidades ubicadas entre los 30ºS Y 40ºS registraron 1 o 2 olas de calor en el periodo, con duraciones de las mismas de entre 5 y 18 días consecutivos, y temperaturas mínimas medias superiores a los 4 °C y máximas medias superiores a los 6 °C respecto de las normales para la época.
La larga persistencia de esta ola de calor (22 días), hizo que el evento tuviera un carácter excepcional, quebrando varios marcas en lo que respecta a mayor cantidad de días consecutivos con temperaturas mínimas y máximas superiores a la media en varias estaciones meteorológicas de la zona afectada.
El Servicio Meteorológico Nacional comunicó, a través de sus partes diarios, informes sobre el desarrollo de la ola de calor.
Los organismos de meteorología de Uruguay y Paraguay también declararon el estado de alerta por la ola de calor.
| Temperaturas máximas registradas durante la ola de calor | Temperaturas máximas registradas durante la ola de calor | Temperaturas máximas registradas durante la ola de calor | Temperaturas máximas registradas durante la ola de calor |
| -------------------------------------------------------- | -------------------------------------------------------- | -------------------------------------------------------- | -------------------------------------------------------- |
| Estación Meteorológica                                   | Provincia                                                | Fecha                                                    | Temperatura (°C)                                         |
| Chamical                                                 | La Rioja                                                 | 26 de diciembre de 2013                                  | 49.5 °C                                                  |
| Santiago del Estero                                      | Santiago del Estero                                      | 25 y 26 de diciembre de 2013                             | 49.0 °C                                                  |
| Orán                                                     | Salta                                                    | 31 de diciembre de 2013                                  | 47.5 °C                                                  |
| La Rioja                                                 | La Rioja                                                 | 28 de diciembre de 2013                                  | 47.3 °C                                                  |
| Ceres                                                    | Santa Fe                                                 | 26 de diciembre de 2013                                  | 47.2 °C                                                  |
| Villa de María del Río Seco                              | Córdoba                                                  | 25 de diciembre de 2013                                  | 47.0 °C                                                  |
| Juan José Castelli                                       | Chaco                                                    | 27 de diciembre de 2013                                  | 46.5 °C                                                  |
| Catamarca                                                | Catamarca                                                | 30 de diciembre de 2013                                  | 46.5 °C                                                  |
| Tartagal                                                 | Salta                                                    | 31 de diciembre de 2013                                  | 46.5 °C                                                  |
| Sunchales                                                | Santa Fe                                                 | 26 de diciembre de 2013                                  | 46.1 °C                                                  |
| Las Lomitas                                              | Formosa                                                  | 31 de diciembre de 2013                                  | 46.0 °C                                                  |
| Río Colorado                                             | Río Negro                                                | 15 de diciembre de 2013                                  | 45.6 °C                                                  |
| Santa Fe (Sauce Viejo)                                   | Santa Fe                                                 | 26 de diciembre de 2013                                  | 45.5 °C                                                  |
| Tinogasta                                                | Catamarca                                                | 30 de diciembre de 2013                                  | 45.5 °C                                                  |
| Victorica                                                | La Pampa                                                 | 23 de diciembre de 2013                                  | 45.5 °C                                                  |
| Villa Dolores                                            | Córdoba                                                  | 25 de diciembre de 2013                                  | 45.5 °C                                                  |
| Villa María                                              | Córdoba                                                  | 25 de diciembre de 2013                                  | 45.4 °C                                                  |
| Córdoba                                                  | Córdoba                                                  | 16 de diciembre de 2013                                  | 45.2 °C                                                  |
| Rafaela                                                  | Santa Fe                                                 | 26 de diciembre de 2013                                  | 45.2 °C                                                  |
| San Juan                                                 | San Juan                                                 | 23 de diciembre de 2013                                  | 45.0 °C                                                  |
| Bahía Blanca                                             | Buenos Aires                                             | 16 de diciembre de 2013                                  | 44.8 °C                                                  |
| Concordia                                                | Entre Ríos                                               | 26 de diciembre de 2013                                  | 44.7 °C                                                  |
| General Pico                                             | La Pampa                                                 | 23 de diciembre de 2013                                  | 44.5 °C                                                  |
| Río Cuarto                                               | Córdoba                                                  | 25 de diciembre de 2013                                  | 44.5 °C                                                  |
| Tucumán                                                  | Tucumán                                                  | 25 y 28 de diciembre de 2013                             | 44.5 °C                                                  |
| Santa Rosa                                               | La Pampa                                                 | 23 de diciembre de 2013                                  | 44.4 °C                                                  |
| Pilar                                                    | Córdoba                                                  | 25 de diciembre de 2013                                  | 44.3 °C                                                  |
| Presidencia Roque Sáenz Peña                             | Chaco                                                    | 31 de diciembre de 2013                                  | 44.3 °C                                                  |
| Bolívar                                                  | Buenos Aires                                             | 28 de diciembre de 2013                                  | 44.2 °C                                                  |
| Gualeguaychú                                             | Entre Ríos                                               | 26 de diciembre de 2013                                  | 44.1 °C                                                  |
| Monte Caseros                                            | Corrientes                                               | 26 de diciembre de 2013                                  | 44.0 °C                                                  |
| Reconquista                                              | Santa Fe                                                 | 26 y 30 de diciembre de 2013                             | 44.0 °C                                                  |
| Formosa                                                  | Formosa                                                  | 26 de diciembre de 2013                                  | 44.0 °C                                                  |
| Mendoza                                                  | Mendoza                                                  | 23 de diciembre de 2013                                  | 43.9 °C                                                  |
| Paso de los Libres                                       | Corrientes                                               | 26 de diciembre de 2013                                  | 43.8 °C                                                  |
| Paraná                                                   | Entre Ríos                                               | 26 de diciembre de 2013                                  | 43.6 °C                                                  |
| El Trébol                                                | Santa Fe                                                 | 26 de diciembre de 2013                                  | 43.5 °C                                                  |
| Resistencia                                              | Chaco                                                    | 26 de diciembre de 2013                                  | 43.4 °C                                                  |
| Villa Reynolds                                           | San Luis                                                 | 23 de diciembre de 2013                                  | 43.3 °C                                                  |
| Chepes                                                   | La Rioja                                                 | 30 de diciembre de 2013                                  | 43.2 °C                                                  |
| Neuquén                                                  | Neuquén                                                  | 16 de diciembre de 2013                                  | 43.2 °C                                                  |
| Ciudad de Buenos Aires (Villa Ortúzar)                   | Ciudad de Buenos Aires (Villa Ortúzar)                   | 26 de diciembre de 2013                                  | 43.0 °C                                                  |
| Laboulaye                                                | Córdoba                                                  | 25 de diciembre de 2013                                  | 43.0 °C                                                  |
| Mercedes                                                 | Corrientes                                               | 26 de diciembre de 2013                                  | 43.0 °C                                                  |
| San Rafael                                               | Mendoza                                                  | 23 de diciembre de 2013                                  | 43.0 °C                                                  |
| La Plata                                                 | Buenos Aires                                             | 26 de diciembre de 2013                                  | 43.0 °C                                                  |
| Corrientes                                               | Corrientes                                               | 25 de diciembre de 2013                                  | 42.7 °C                                                  |
| San Martín                                               | Mendoza                                                  | 23 de diciembre de 2013                                  | 42.6 °C                                                  |
| Tres Arroyos                                             | Buenos Aires                                             | 23 de diciembre de 2013                                  | 42.6 °C                                                  |
| Jujuy                                                    | Jujuy                                                    | 30 de diciembre de 2013                                  | 42.6 °C                                                  |
| Azul                                                     | Buenos Aires                                             | 29 de diciembre de 2013                                  | 42.5 °C                                                  |
| Tandil                                                   | Buenos Aires                                             | 29 de diciembre de 2013                                  | 42.5 °C                                                  |
| Pigüé                                                    | Buenos Aires                                             | 16 de diciembre de 2013                                  | 42.3 °C                                                  |
| San Luis                                                 | San Luis                                                 | 25 de diciembre de 2013                                  | 42.2 °C                                                  |
| Villa Gesell                                             | Buenos Aires                                             | 29 de diciembre de 2013                                  | 42.2 °C                                                  |
| Rosario                                                  | Santa Fe                                                 | 26 de diciembre de 2013                                  | 42.2 °C                                                  |
| Mar del Plata                                            | Buenos Aires                                             | 29 de diciembre de 2013                                  | 42.2 °C                                                  |
| Punta Indio B.A.                                         | Buenos Aires                                             | 26 de diciembre de 2013                                  | 42.1 °C                                                  |
| Dolores                                                  | Buenos Aires                                             | 29 de diciembre de 2013                                  | 42.0 °C                                                  |
| San Fernando                                             | Buenos Aires                                             | 25 y 26 de diciembre de 2013                             | 42.0 °C                                                  |
| Marcos Juárez                                            | Córdoba                                                  | 25 de diciembre de 2013                                  | 41.8 °C                                                  |
| Ezeiza                                                   | Buenos Aires                                             | 25 de diciembre de 2013                                  | 41.7 °C                                                  |
| Chilecito                                                | La Rioja                                                 | 28 de diciembre de 2013                                  | 41.6 °C                                                  |
| Posadas                                                  | Misiones                                                 | 25 de diciembre de 2013                                  | 41.6 °C                                                  |
| San Antonio Oeste                                        | Río Negro                                                | 16 de diciembre de 2013                                  | 41.5 °C                                                  |
| Cipolletti                                               | Río Negro                                                | 16 y 17 de diciembre de 2013                             | 41.4 °C                                                  |
| Ciudad de Buenos Aires (Aeroparque Jorge Newbery)        | Ciudad de Buenos Aires (Aeroparque Jorge Newbery)        | 30 de diciembre de 2013                                  | 41.3 °C                                                  |
| Puerto Madryn                                            | Chubut                                                   | 16 de diciembre de 2013                                  | 41.2 °C                                                  |
| Las Flores                                               | Buenos Aires                                             | 28 y 29 de diciembre de 2013                             | 41.0 °C                                                  |
| Junín                                                    | Buenos Aires                                             | 24 de diciembre de 2013                                  | 40.6 °C                                                  |
| Puerto Iguazú                                            | Misiones                                                 | 28 de diciembre de 2013                                  | 40.8 °C                                                  |
| Viedma                                                   | Río Negro                                                | 19 de diciembre de 2013                                  | 39.5 °C                                                  |
| Uspallata                                                | Mendoza                                                  | 29 de diciembre de 2013                                  | 39.3 °C                                                  |
| Malargüe                                                 | Mendoza                                                  | 28 de diciembre de 2013                                  | 39.0 °C                                                  |
| Salta                                                    | Salta                                                    | 27 de diciembre de 2013                                  | 38.8 °C                                                  |
| El Bolsón                                                | Río Negro                                                | 16 de diciembre de 2013                                  | 38.0 °C                                                  |
| Bariloche                                                | Río Negro                                                | 16 de diciembre de 2013                                  | 36.0 °C                                                  |

## Consecuencias

### Salud

Servicio meteorológico argentino.

Fue la primera ola de calor cuyo nivel de peligrosidad para la salud fue categorizado como extremo (alerta roja). El Servicio Meteorológico Nacional y el Ministerio de Salud advirtieron a la población de las ciudades y alrededores de Buenos Aires y Rosario sobre los riesgos a evitar y los cuidados básicos a seguir por parte de la población frente a calores intensos. El mismo se produce en casos excepcionales de olas de calor, en las que puede afectar a todas las personas saludables, y no solo a los grupos de riesgo. Hasta ese momento se habían registrado varios fallecimientos con episodios de golpe de calor como causantes directos de muerte.
En Santiago del Estero, se produjeron once muertes asociadas al golpe de calor. En Entre Ríos fueron reportados siete casos más que se deberían en gran medida a paros cardiorrespiratorios y descompensaciones producto del intenso calor, así como una víctima fatal por golpe de calor en el partido de Avellaneda, y en la provincia de Salta se reportó una víctima por cuestiones de insolación.
En distintos sitios también se registraron varios ahogamientos (en gran medida por termocución) al intentar refrescarse varias personas en algunos ríos de las provincias de Córdoba (9 casos), Santa Fe (4 casos), Buenos Aires (5 casos), Entre Ríos (4 casos), Mendoza (3 casos), Corrientes (4 casos), San Luis (1 caso), Salta (1 caso), Santiago del Estero (1 caso), y Jujuy (1 caso)
En la ciudad de Buenos Aires, dos personas murieron intoxicadas con monóxido de carbono al encender un generador eléctrico para aplacar las fuertes temperaturas en la noche. Al día siguiente hubo un caso similar, un hombre de 50 años perdió la vida por la misma causa, varios días después una persona mayor fue hallada sin vida en su departamento del barrio porteño de Villa del Parque producto de los cortes de luz y el intenso calor. En el partido de Avellaneda, tres personas murieron en un incendio al intentar iluminar el lugar con velas ya que debido a los cortes eléctricos no poseían suministro de electricidad
mientras tanto, y por el mismo motivo, 4 personas murieron en el incendio de una casa en Quilmes y una persona más en la ciudad de Buenos Aires. En la ciudad de Pergamino, una persona mayor también fue víctima de un incendio debido al fallo eléctrico de un aparato de ventilación.
También en la ciudad, el SAME registró un pico de llamadas de emergencias; la mayoría de las urgencias correspondieron a lipotimias e hipotensión arterial, síntomas típicos del golpe de calor, y porque se agravan cuadros previos de enfermedades, por ejemplo la aparición de un foco de dengue en una zona tan austral como la provincia de Entre Ríos, amplia provincia en la cual tal enfermedad (el dengue en Argentina es una zoonosis casi siempre llevada por gente que ha estado previamente en zonas mucho más septentrionales que Argentina).
En Rosario, 70 bañistas que se refrescaban en el río Paraná durante el día de Navidad fueron atacados por un cardumen de palometas, peces carnívoros del género Serrasalmus —al que también pertenecen las pirañas—. Estos peces huían hacia zonas más frescas debido a las altas temperaturas de las aguas producto de la ola de calor. Al día siguiente ocurrió otro ataque de estos peces en un balneario sobre el río Paraná en Posadas (Misiones), resultando heridas 15 personas.

### Energía
El día 20 de diciembre unos 200.000 clientes residenciales directos de Edenor y Edesur  quedaron sin servicio eléctrico. Entre el 21 y el 27 de diciembre el número de usuarios sin servicio eléctrico osciló entre 50.000 y 70.000.
El día 23 de diciembre el Ministerio de Planificación Federal informó que el Sistema Argentino de Interconexión batió el récord de demanda de potencia cuando el consumo alcanzó su pico con 23.793 megavatios.
También acontecieron cortes de electricidad en ciudades del interior del país, como Córdoba, Rosario y San Miguel de Tucumán.
El día 23 de diciembre, el Sistema Argentino de Interconexión registró un récord de demanda de potencia para un día hábil, a las 14:20 el consumo eléctrico alcanzó un pico máximo de 23.793 megavatios. asimismo, el día 28 de diciembre registró un récord de demanda de potencia para un día sábado, a las 14:10 el consumo eléctrico alcanzó los de 21.264 megavatios.
Consecuencia del incesante calor, se produjeron precipitaciones con fuerte actividad eléctrica en varias localidades del centro del país, y San Miguel de Tucumán registró una alta actividad ventosa. En vísperas de fin de año, la ciudad de Rosario vivió una sensación térmica de 55°.

### Políticas
El 23 de diciembre el legislador porteño Marcelo Ramal presentó un proyecto de ley para la emergencia eléctrica en la Ciudad de Buenos Aires. Este primer proyecto contemplaba la creación de un comité de crisis integrado por: un representante de cada bloque legislativo, representantes de los consejo consultivos de las Comunas y de los barrios afectados, representantes electos de trabajadores y técnicos de las distribuidoras de energía y académicos de la Facultad de Ingeniería de la UBA. El comité tendría potestad sobre las empresas distribuidoras y organizaría un operativo de restablecimiento energético. El proyecto contempla la conformación de 60 cuadrillas de emergencia (4 por comuna) para reparar los tendidos y subestaciones dañados como así también la disposición de 1 500 generadores (a razón de 100 por comuna). Los costos relacionados con este operativos serían financiados con un impuesto a las casas de juego establecidas en la Ciudad, que están exentas.
De todas maneras, solamente cinco legisladores (además de Ramal adhirieron Gustavo Vera, Virginia González Gass, Pablo Bergel y Alejandro Bodart; estos dos últimos con proyectos propios) firmaron la solicitud para que la Legislatura sesione especialmente para tratar este punto. El proyecto fue ignorado por los restantes legisladores, por lo que los cinco firmantes dieron una conferencia de prensa.
El jefe de Gabinete Jorge Capitanich señaló a las empresas prestadoras de electricidad, Edenor y Edesur, como las responsables de los cortes y pidió que los usuarios dirijan a las empresas sus reclamaciones. Anunció un asueto administrativo para el día 30 de diciembre a partir de las 12 hs. Se crearon grupos de trabajo en el marco la emergencia climática comandando de forma unificada las tareas de las fuerzas de seguridad (policía, ejército, defensa civil y bomberos) con la disponibilidad de 500 patrulleros, 17.000 agentes, 3.200 cámaras.
Días después, el jefe de gobierno de la Ciudad de Buenos Aires, Mauricio Macri, decretó la emergencia energética debido al colapso energético que atravesaba su ciudad. Igualmente, Capitanich avisó la intención del poder ejecutivo de nacionalizar la gestión del servicio eléctrico si Edenor y Edesur  no resolvían los problemas de suministro. Al ser consultado, sobre Nicolás Caputo, accionista de la empresa Edesur  y el principal beneficiario de la obra pública porteña, responsable de los cortes de luz, evitó responder o hacer referencia a la responsabilidad de las empresas distribuidoras de energía como Edesur de su amigo íntimo, con quien tiene negocios compartidos. Como consecuencia de los prolongados cortes en el suministro eléctrico se produjeron numerosos piquetes por el descontento de la población en la mayoría de los barrios de la Ciudad de Buenos Aires interrumpiendo el tránsito en las calles, autopistas y puentes. Una de las vías terrestres más afectadas por las protestas fue la Autopista Buenos Aires-La Plata, donde se registró un colapso total de vehículos. en la ciudad hubo diversas manifestaciones de vecinos, que incluyeron cortes de calles y avenidas.
A los primeros días de enero de 2014 algunos barrios de la ciudad de Buenos Aires seguían sin electricidad desde hacía más de dos semanas, lo que provocó que vecinos cortaran las vías de la Línea Sarmiento de ferrocarril como protesta. así como en la Provincia de Buenos Aires-
Ramal, redactor de la ley que proyectaba la emergencia energética, criticó esta medida de Macri al considerar que “lo que hizo Macri es una caricatura de emergencia energética, no una verdadera emergencia” ya que "no se dispuso ninguna medida extraordinaria para restaurar el servicio ni recursos para abordar una emergencia".
Los gobiernos nacional y porteño acordaron coordinar tareas de asistencia a los vecinos que permanecían sin luz.
El mismo Mauricio Macri solicitó el cambio del huso horario en la ciudad de Buenos Aires, el litoral argentino y las provincias de Buenos Aires, Santa Fe y Córdoba. El Ministro de Planificación de la Nación Julio De Vido rechazó rotundamente la propuesta explicando que "tener dos husos horarios generaría trastornos y costos mayores a los beneficios, ya que no sería lógico por ejemplo tener un horario en Córdoba y otro en Santiago del Estero". El ministro de planificación les pidió entonces a “las empresas argentinas” con acciones en Edesur  que “asuman su responsabilidad como argentinos” ante los cortes de energía. “Me refiero al Grupo Caputo, Grupo Escasany, al grupo Miguens Bemberg, a Guillermo Reca y Guillermo Vázquez”.

### Responsabilidad empresaria
Se ha señalado como responsables de los cortes a las empresas Edenor y Edesur. Se denunció públicamente que las compañías subejecutaron inversiones para las cuales contaban con recursos por 240 millones de pesos, a través del Fondo de Infraestructura, "como una forma de extorsión para lograr una suba de tarifas. El ministro de planificación advirtió que, por “la negligencia y los incumplimientos gravísimos” en el servicio durante la ola de calor, las empresas de distribución deberán pagar 490 pesos a los usuarios residenciales que hayan estado de 12 a 24 horas sin luz. Edesur  debía resarcir a los usuarios por un total de 221 millones de pesos, mientras que Edenor debería resarcirlos por 77 millones. Luego de los cortes que produjo la ola de calor, a partir de 2014, Edenor inició un plan de inversiones que permitieron reducir los cortes en un 32%.